# Sergio Bettini (calciatore)
Sergio Bettini (Monfalcone, 16 dicembre 1940 – Genova, 4 agosto 2011) è stato un calciatore italiano, di ruolo ala.

## Biografia
Morì nel 2011, a 70 anni, a causa di una malattia.

## Carriera

### Club
Nella stagione 1959-1960 disputò 8 partite in Serie A con il Milan; coi rossoneri prese parte anche ad una gara di Coppa Italia e ad una di Coppa dell'Amicizia; con la squadra giovanile vinse il Torneo di Viareggio 1960.
Tra il 1960 ed il 1964 giocò 118 partite in Serie B con l'Alessandria. Nel 1964 si trasferì all'Entella, in Serie C.
Nella stagione 1965-1966 giocò 11 partite in B col Palermo. Successivamente militò nel Marzotto.
Nell'ottobre del 1969 passò alla Gaviese.

### Nazionale
Nel 1960 fece parte della Nazionale olimpica.

## Palmarès

### Club

#### Competizioni giovanili
- Torneo di Viareggio: 1

Milan: 1960